# God Is a Bullet (pel·lícula)
God Is a Bullet és una pel·lícula estatunidenca de thriller d'acció del 2023 escrita i dirigida per Nick Cassavetes i protagonitzada per Nikolaj Coster-Waldau, Maika Monroe i Jamie Foxx. Es basa en la novel·la homònima de Boston Teran de 1999.
God Is a Bullet va ser llançat als Estats Units per Wayward Entertainment el 23 de juny de 2023.

## Argument
El detectiu Bob Hightower troba la seva exdona assassinada i la seva filla adolescent segrestada per un culte insidiós satànic. Hightower decideix investigar l'afer pel seu compte i s'infiltra en el culte secret amb l'ajuda de l'única dona fugitiva del culte, Case Hardin. Hightower i Hardin s'uneixen amb The Ferryman, un "renegat social" fosc, per salvar la filla de Bob i trobar un amagatall per a Hardin del culte i el seu líder maníac Cyrus.

## Repartiment
- Maika Monroe com a Case Hardin
- Nikolaj Coster-Waldau com a Bob Hightower
- Karl Glusman com a Cyrus
- January Jones com a Maureen Bacon
- Jamie Foxx com The Ferryman
- Paul Johansson com a John Lee Bacon
- David Thornton com Arthur Naci
- Ethan Suplee com a Gutter
- Jonathan Tucker com Errol Gray
- Brendan Sexton III com a Granny Boy
- Garrett Wareing com a Wood
- Chloe Guy com a Gabi

## Producció
La fotografia principal va començar a Ciutat de Mèxic el maig de 2021 i va acabar a Nou Mèxic l'agost de 2021.
Sidney Kimmel va ser productor executiu de la pel·lícula, després d'haver treballat prèviament amb l'escriptor i director Cassavetes a Alpha Dog (2006).

## Estrena
God is a Bullet es va estrenar als Estats Units el 23 de juny de 2023, abans d'estrenar-se en formats digitals l'11 de juliol. Va ser la primera pel·lícula estrenada a les sales de Wayward Entertainment, que va adquirir els drets de distribució l'abril de 2023.

## Recepció
Al lloc web de l'agregador de ressenyes Rotten Tomatoes, el 24% de les crítiques de 37 crítiques són positives, amb una valoració mitjana de 4,3/10. Metacritic, que utilitza una mitjana ponderada, va assignar a la pel·lícula una puntuació de 31 sobre 100, basada en nou crítics, indicant crítiques "generalment desfavorables".
Robert Abele de Los Angeles Times va escriure, "continua escrivint: "El hack-noir de 'God Is a Bullet' és una traca llarga." Mary Beth McAndrews de Dread Central va premiar la pel·lícula amb una estrella i mitja de cinc i va escriure: "Cassavetes es posa a la seva manera amb un intent d'explotació inflat que arriba a ser més avorrit que interessant". Whang Yee Ling de The Straits Times va premiar la pel·lícula amb dues estrelles i va escriure: "Però cap nombre de David Bowie i Bob Dylan a la banda sonora farà que aquesta pel·lícula d'explotació sigui el thriller artístic que Cassavetes sembla pensar que és." Christian Zilko d'IndieWire va qualificar la pel·lícula amb una C- i va escriure: "Una edició més rigorosa que prioritzés la trama de rescat sobre el desenvolupament de personatges serpentejants probablement podria haver convertit God Is a Bullet en una divertida pel·lícula d'avió, però les ambicions d'art de Cassavetes sempre ressorgeixen en moments inoportuns."
Robert Daniels de RogerEbert.com va premiar la pel·lícula amb una estrella i mitja i va escriure: "Si Déu és una bala, no pot arribar prou ràpid". Keith Garlington de l' Arkansas Democrat-Gazette va donar una ressenya negativa a la pel·lícula i va escriure: "God Is a Bullet és irremeiablement fosca i dura: un malestar de dolor aparentment interminable de dues hores i 35 minuts que finalment et desgasta i encara pitjor posa a prova la teva paciència." Meagan Navarro de Bloody Disgusting va premiar la pel·lícula amb tres "cranis" de cinc i va escriure: "La posada en escena del cineasta i l'encant i el carisma natural de Coster-Waldau i Monroe, per molt que estiguin enterrats sota la sorra i els tatuatges, compensa la configuració altrament familiar". Dennis Harvey de Variety va donar una crítica negativa a la pel·lícula i va escriure: "Aquests 156 minuts, (...), no són exactament avorrits. Però són més aviat ridículs, sense ser gaire divertits".
Richard Whitaker de The Austin Chronicle va atorgar a la pel·lícula tres estrelles de cinc i va escriure: "Però el compromís decidit de trobar minúscules espurnes d'esperança en un cosmos negre com a peix produeix la seva pròpia recompensa amarga i estranyament escalfadora." Luke Y. Thompson de The A.V. Club va qualificar la pel·lícula amb D+ i va escriure: "Redueix God Is A Bullet a uns 90 minuts ajustats, i almenys podria oferir constantment les emocions barates i la puntada nihilista que només aconsegueix de tant en tant." Ross McIndoe de Slant Magazine va atorgar a la pel·lícula una estrella i mitja sobre cinc i va escriure: "A part de la matèria roja, la pel·lícula gairebé no està interessada en el que hi ha dins dels seus personatges". Frank Scheck de The Hollywood Reporter va donar una crítica negativa a la pel·lícula i va escriure que "Es dispara a si mateixa al peu".
Jeannette Catsoulis de The New York Times va donar una crítica negativa a la pel·lícula i va escriure: "Però la misogínia dels vilans sàdics de la pel·lícula és només un fil desagradable d'aquesta saga de mala qualitat de rescat i venjança". Peter Martin de Screen Anarchy va donar una crítica positiva a la pel·lícula i va escriure: "A mesura que Bob i Case, Nikolaj Coster-Waldau i Maika Monroe capturen la personalitat de personatges que sovint fan tanta por de veure com qualsevol altre a la pantalla. La seva intensitat compartida comença alta i s'encadena ràpidament, la qual cosa anima la pel·lícula més enllà del punt de ruptura." Bob Strauss del San Francisco Chronicle va escriure una crítica llarga i negativa a la pel·lícula, i va escriure: "El resultat és una consigna desagradable i massa llarga, però almenys sembla que el cineasta ha posat tot el que volia a la pantalla."